# Zhu Chen

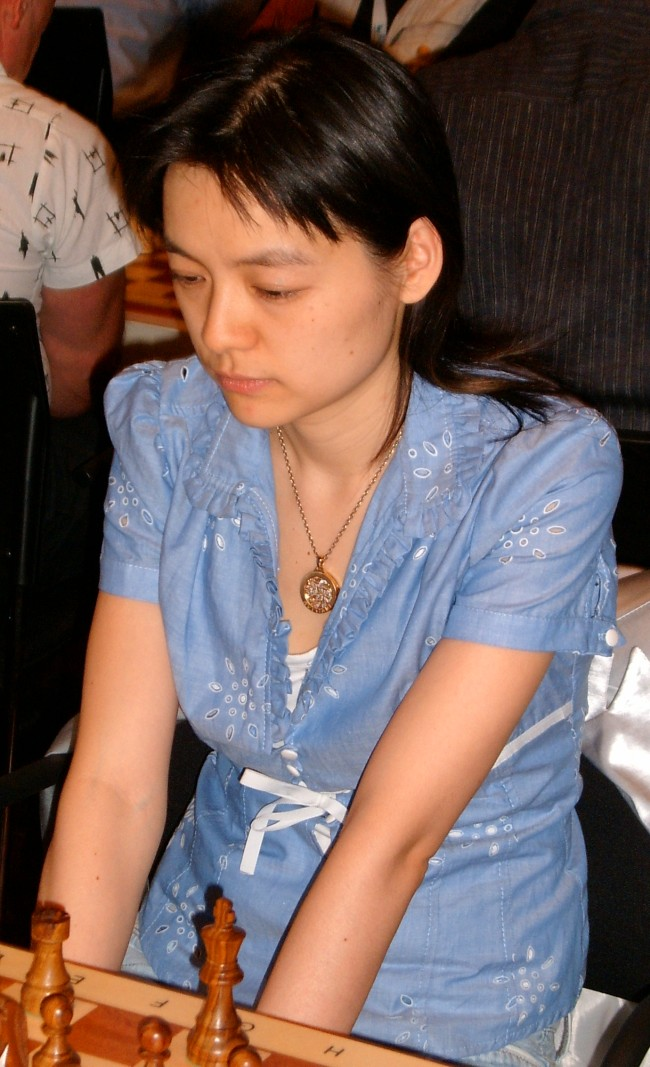
Zhu Chen (2007)

Zhu Chen (Chinees: 諸宸 / 诸宸) (Wenzhou, 16 maart 1976) is een Chinese schaakster. Zij is een grootmeester en ze is ook met een grootmeester getrouwd: Mohamad Al-Modiahki uit Qatar. Ze komt uit voor Qatar.
In 1994 werd ze wereldkampioen bij de meisjes tot 20 jaar, een prestatie die ze in 1996 wist te herhalen.
Ze speelde mee in de Schaakolympiade te Istanbul in 2000, waarbij China goud won. Georgië won zilver en Rusland het brons.
In het jaar 2001 werd ze wereldkampioen bij de dames door de Russische schaakster Aleksandra Kostenjoek in het State Kremlin Palace te Moskou met 5 - 3 te verslaan.
Bij de Aziatische Indoorspelen 2007 won ze voor Qatar de zilveren medaille bij het snelschaken en de gouden medaille normaal tempo.
| 8 |    |    |    |    |    | rd |    |    |
| 7 |    |    |    |    |    |    |    | ql |
| 6 | pd |    |    | kd |    |    | bl |    |
| 5 |    |    |    | pd |    |    | pl |    |
| 4 | nd |    |    |    |    |    |    | pl |
| 3 |    | pd | pl |    | pd |    |    |    |
| 2 |    |    |    | qd | nl |    |    |    |
| 1 |    |    |    |    |    | kl |    |    |
|   | a  | b  | c  | d  | e  | f  | g  | h  |

Hier volgt een partij uit het wereldkampioenschap dames 2001 te Moskou tussen Aleksandra Kostenjoek en Zhu Chen, Siciliaans -Najdorf- code B97
1.e4 c5 2.Pf3 d6 3.d4 cd 4.Pd4 Pf6 5.Pc3 a6 6.Lg5 e6 7.f4 Db6 8.Pb3 Le7 9.Df3 Pbd7 10.0-0-0 Dc7 11.g4 b5 12.Lf6 Pf6 13.g5 Pd7 14.h4 b4 15.Pe2 Lb7 16.Lh3 d5 17.f5 Tc8 18.c3 de 19.De3 Lc5 2.Pc5 Pc5 21.fe fe 22.Thf1 Tf8 23.Lg4 Tf1 24.Tf1 Da5 25.Dd4 Da2 26.Kc2 e3 27.Lh5 g6 28.Dh8 Ke7 29.Dh7 Kd6 30.Lg6 b3 31.Kc1 Pa4 32.Td1 Ld5 33.Td5 ed 34.Kd1 Db2 35.Ke1 Dd2 36.Kf1 Tf8 (0-1)